# Madière
Madière är en kommun i departementet Ariège i regionen Occitanien i södra Frankrike. Kommunen ligger  i kantonen Pamiers-Ouest som ligger i arrondissementet Pamiers. År 2022 hade Madière 272 invånare.

## Befolkningsutveckling
Antalet invånare i kommunen Madière
Referens: INSEE